# Lepanus arator
Lepanus arator är en skalbaggsart som beskrevs av Matthews 1974. Lepanus arator ingår i släktet Lepanus och familjen bladhorningar. Inga underarter finns listade i Catalogue of Life.